# Göschener Reuss
Die Göschener Reuss ist ein 12,4 Kilometer langer linker Nebenfluss der Reuss auf dem Gemeindegebiet von Göschenen im Südwesten des Kantons Uri.

## Geographie

### Verlauf
Die Göschener Reuss entspringt am Chelengletscher und fliesst zuerst in südöstliche Richtung durch das Chelenalptal, um nur wenig später in den Göscheneralpsee zu münden. Sie durchfliesst nun das Göschenertal in nordöstliche Richtung und nimmt bei Wiggen von links die Voralpreuss auf, ihren wichtigsten Zufluss. Die Göschener Reuss fliesst nun weitere 4,5 km und mündet schliesslich bei Göschenen in die Reuss.

Impressionen
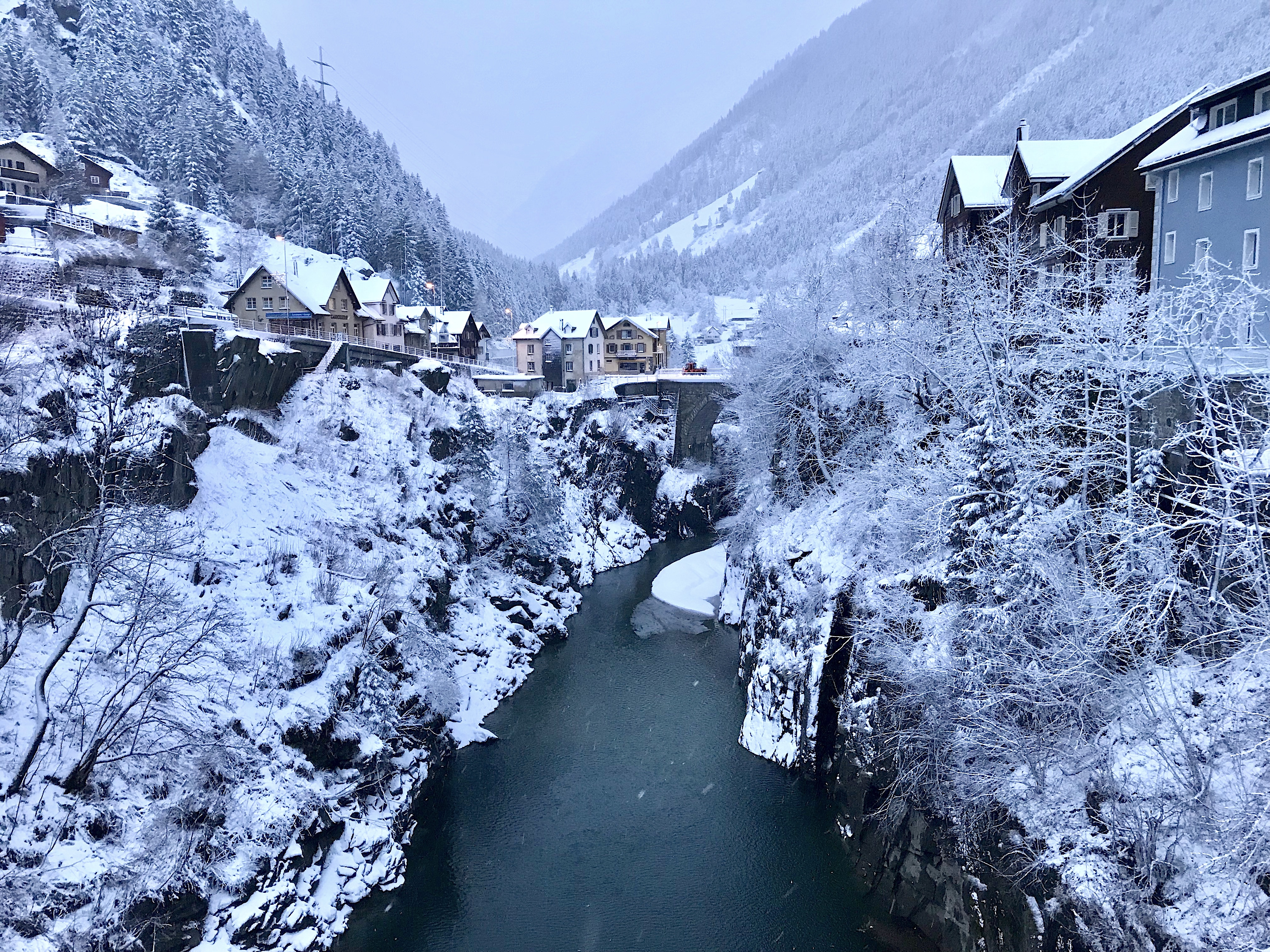
Göschenerreuss im Winter (2018)
Göschenerreussbrücke, Aufnahme vor 1918
Göschenen, Göschenerreussbrücke

### Einzugsgebiet
Das 92,8 km² grosse Einzugsgebiet der Göschener Reuss liegt in den Urner Alpen und wird durch sie über die Reuss, die Aare und den Rhein zur Nordsee entwässert.
Es besteht zu 10,4 % aus bestockter Fläche, zu 6,0 % aus Landwirtschaftsfläche, zu 0,5 % aus Siedlungsfläche und zu 83,1 % aus unproduktiven Flächen.
Die Flächenverteilung
Die mittlere Höhe des Einzugsgebietes beträgt 2380,8 m ü. M., die minimale Höhe liegt bei 205 m ü. M. und die maximale Höhe bei 3583 m ü. M.

### Zuflüsse
Chelenreuss
- Hinter Röti Bach (links), 1,8 km
- Schiessende Bach (rechts), 1,0 km, 1,87 km²

Göscheneralpsee
- Mooschele (rechts), 0,7 km
- Dammareuss (rechts), 2,9 km, 10,43 km²
- Aelpergenbach (rechts), 2,3 km, 3,18 km²

Göschener Reuss
- Troseltal(bach) (rechts), 2,0 km
- Teiftalbach (links), 0,9 km
- Gwüestbach (links), 0,7 km
- Jäntelbieltal(bach) (rechts), 1,0 km
- Lochstafeltal(bach) (rechts), 2,0 km
- St.Niklauschehle (links), 1,0 km
- Voralpreuss (links), 7,5 km, 25,19 km², 1,65 m³/s
- Hutzgenbach (rechts), 1,9 km, 0,76 km²
- Hinter Sulz (rechts), 1,0 km
- Sulzbäch (rechts), 0,4 km
- Schwänditalbach (links), 1,9 km, 2,3 km²
- Brunnental(bach) (links), 1,6 km
- Krummental(bach) (rechts), 0,7 km
- Treichlauenen (rechts), 0,8 km, 0,57 km²
- Wissbach (rechts), 1,4 km
- Mühlebach (Sagenbach) (links), 0,5 km

## Hydrologie
Bei der Mündung der Göschener Reuss in die Reuss beträgt ihre modellierte mittlere Abflussmenge (MQ) 5,77 m³/s. Ihr Abflussregimetyp ist b-glaciaire und ihre Abflussvariabilität beträgt 11.